# Аньтін (Шанхай)
Аньтін (спрощ.: 安亭; піньїнь: Anting Zhen) — одне з дев'яти тематичних містечок-сателітів міста Шанхай, що розташоване у його районі Цзядін, КНР. Нова частина міста (нове місто) побудоване за програмою Шанхайської комісії з планування «Одне місто — дев'ять містечок» (спрощ.: 一城九镇), прийнятої у 2001 році. Кожне із зазначених дев'яти селищ є тематичним: шведське, англійське, італійське, іспанське, американське, голландське, німецьке, традиційне китайське, а також екологічне Лінань. Нове містечко Аньтін є тематично німецьким.
На заході межує із містом Куньшань (провінція Цзянсу). Загальна площа становить 89,28 км². Має статус муніципалітету, до складу якого входять 20 територіальних громад та 44 сільські громади.

## Економіка
Основними складовими економіки Аньтіна є підприємства з виробництва автомобілів, автомобільних компонентів, підшипників, металовиробів, компонентів електротяги та електрокотушок, будівельних і оздоблювальних матеріалів, бавовни тощо. В основному, економічний розвиток здійснюється за рахунок державних програм розвитку, інвестицій у спільні підприємства і співпраці із німецькими партнерами. Найбільш тісними є партнерські відносини з тюринзьким Веймаром.

### Автомобільна промисловість
Аньтін — один із центрів китайської автомобільної промисловості та китайського автомобільного спорту, де розташовані:
- виробничі потужності корпорації SAIC;[3]
- спільне китайсько-німецьке підприємство Shanghai Volkswagen Automotive Co. Ltd;[4]
- підприємства з виробництва оригінальних автомобільних складових частин (під брендами: TRW,[5] Brose,[6] Fuyao,[7] SKF,[8] тощо);
- спільне китайсько-німецьке підприємство Schaeffler-Gruppe з виробництва підшипників як для автомобільної, так і для інших галузей;[9]
- Шанхайський автодром (розташований поряд із містом, за 6 км від його центральної частини по кільцевій автодорозі );[10][11]
- автомобільний випробувальний полігон Національного Центру інспекції та нагляду за відповідністю продукції і виробництва механічних транспортних засобів;[12]
- Шанхайський автомобільний виставковий центр;
- Шанхайський автомобільний ринок;
- Шанхайський парк автомобільних виставок із парковою зоною (аналог ВДНГ);
- Шанхайський автомобільний музей.[13]

### «Німецьке» містечко
У 2006 році у південній частині громади було розпочато спорудження нового мікрорайону Автоград Аньтін або Нове містечко (спрощ.: 安亭新镇; піньїнь: Anting Xin Zhen). Перша фаза повинна була завершитися протягом 2006—2007 років і була розрахована на 20 000 жителів. Проект мікрорайону виконано німецькою компанією «Albert Speer und Partner GmbH» під керівництвом архітектора із династії Шпеєрів — Альберта Шпеєра молодшого (сина відомого архітектора Альберта Шпеєра). Більшість будинків — 4-поверхові, розраховані на декілька сімей, зведені за німецькими стандартами із ефективними тепло- та звукоізоляцією, із застосуванням сучасних недорогих місцевих будівельних матеріалів та із врахуванням місцевої купівельної спроможності, місцевого колориту, і традицій. Мікрорайон будувався у мальовничій місцині із порівняно добре збереженими природними ресурсами, а тому вважається екологічним. Центральна частина розташована на штучно сформованому острові, оточеному каналом. За плануванням та зовнішнім оформленням його квартали швидше нагадують німецьке містечко за винятком, хіба що, китайських вивісок і дорожніх знаків та невеликої кількості населення. Попри максимально можливого зниження вартості реалізації проекту, житло у мікрорайоні доступне тільки для середнього класу, а тому влада широко запроваджує різні соціальні програми, зокрема, спрямовані на створення і зміцнення китайської сім'ї та сімейних традицій, полегшуючи можливість придбання житла.

## Транспорт
Через Аньтін проходить головна автомобільна дорога країни — швидкісна автомагістраль Пекін — Шанхай.
 Другою за значенням є автодорога національного значення, яка з'єднує Шанхай із Сучжоу, Нанкіном і далі прямує через усю країну до Казахстану, загальною протяжністю майже 5 тисяч кілометрів.
 Із заходу та півночі селище «облямовує» швидкісна кільцева автодорога. Разом із тим, його перетинають ще декілька автодоріг національного значення.
Тут проходить 11-та лінія Шанхайського метро, з'єднуючи Аньтін із центром Шанхая. Станція «Аньтін» є кінцевою на 11-ій лінії, після станції «Автомобільне містечко Шанхая».
Через Аньтін проходить залізниця Пекін–Шанхай та швидкісна залізниця Шанхай–Нанкін (станція Аньтін-Північний).
Через місцевість протікає річка Сучжоу, яка є судноплавною, і яка з'єднує Аньтін через Хуанпу та Янцзи із найбільшим у світі Шанхайським морським портом Яншань.

## Наука та освіта
В Аньтіні розташовані:
- Цзядінський кампус Університету Тунцзі;[17]
- Науково-технологічний парк (Шанхайський аналог Силіконової долини — так зване у Китаї «Силіконове озеро»);
- школа іноземних мов від Східно-китайського педагогічного університету;
- середня школа.

### Цзядінський кампус Університету Тунцзі
У парковій зоні на берегах мережі каналів «Автограду Аньтін» розташувався Цзядінський кампус Університету Тунцзі. У вересні 2001 року у фундамент кампусу було закладено перший камінь, а вже у липні 2007 року будівництво, в основному, було завершене. На території кампусу розташовуються факультети:
- будівництва;
- автомобільний;
- транспортний;
- інформаційних технологій;
- програмного забезпечення,
- науково-дослідницьке відділення та ряд кафедр із викладанням профільних і споріднених дисциплін.

У лісопарковій зоні були зведені житлові приміщення та спортивно-тренувальна база і бібліотека. Територія кампусу розділена на дев'ять функціональних зон: адміністративна, дві навчальні (для навчального процесу і самопідготовки), науково-дослідницька, спортивна, житлова, відпочинку, громадська зелена зона для прогулянок та експериментальна, у якій розташовані випробувальні споруди (аеродинамічний комплекс для дослідження аеродинамічних властивостей транспортних засобів, випробувальна дільниця швидкісної лінії маглев тощо).

## Спорт, відпочинок, туризм
Окрім Шанхайського автодрому та автосалонів і авторинку, у місті зведені та функціонують такі об'єкти:
- Аньтінський гольф-клуб;
- спортивний центр м. Аньтін;
- квартал «Стара вулиця» із осучасненою старовинною китайською архітектурою, окрасою якого є пагода Храму Бодгі;
- «Сільський парк Ка Норт» (аналог Національного музею народної архітектури та побуту, який демонструє перспективи розбудови сільської місцевості та ведення сучасного сільського господарства);
- торговельно-розважальний комплекс Lifehub@Anting;
- 5-зірковий готель «Краун-Плаза Шанхай Аньтін Ґольф» (входить до світової мережі готелів «Краун-Плаза»).[18]

## Адміністративно-територіальний поділ
Аньтін складається з 20 громад та 44 сільських громад.